# Canon EF 24-105mm
Il Canon EF 24-105mm f/4.0L IS USM è un obiettivo zoom standard professionale serie L con attacco EF. La sua escursione va da una lunghezza focale grandangolare ad una da medio tele. È stato introdotto dalla Canon nel 2005 per continuare una serie di obiettivi con apertura di f/4 di alta qualità, quali il Canon EF 17-40mm f/4 L USM e il 70-200mm f/4L USM.
L'obiettivo è spesso paragonato alle altre ottiche della serie L con escursione simile, come il Canon EF 24-70mm f/2.8L USM, rispetto al quale perde uno stop sull'intera escursione focale, ma guadagna lo stabilizzatore d'immagine. L'obiettivo è inoltre tropicalizzato grazie a delle guarnizioni che lo proteggono da acqua e polvere, anche se la tropicalizzazione è completa solo in abbinamento a un corpo tropicalizzato anch'esso. Alcuni modelli d'inizio produzione (i primi 10000) erano affetti da un problema ottico che causava flare nell'immagine; Canon ha riparato il problema gratuitamente.
Su una DSLR con sensore a formato ridotto, ad esempio con un fattore di moltiplicazione x1,6, l'angolo di campo coperto è equivalente a quello di un obiettivo 38-168mm su formato pieno; è un'escursione molto utilizzabile, che va da una focale standard a quella di un medio tele.

## Caratteristiche

Schema ottico dell'obiettivo Canon EF 24-105L IS USM

La lente ha un diaframma a 8 lamelle, che rimane circolare da f/4 ad f/8. Come caratteristico degli zoom che si estendono da grandangolare fino a medio tele, presenta un certo grado di distorsione a barilotto alla lunghezza focale più corta. La lente è dotata di stabilizzatore d'immagine da 3 stop.